# Trigonodes pusilla
Trigonodes pusilla är en fjärilsart som beskrevs av Holland 1894. Trigonodes pusilla ingår i släktet Trigonodes och familjen nattflyn. Inga underarter finns listade i Catalogue of Life.